# Eike-Edzard Bracklo
Eike-Edzard Bracklo (* 24. Juni 1934 in Tsingtao) ist ein deutscher Diplomat.

## Leben
Bracklo studierte an der Ludwig-Maximilians-Universität München Rechtswissenschaft und wurde 1954 Mitglied des Corps Isaria. Nach der Ersten Juristischen Staatsprüfung (1957) wurde er 1960 in München zum Dr. jur. promoviert. Nach dem Assessorexamen (1961) wissenschaftlicher Assistent an der LMU, wurde er 1962 in den Auswärtigen Dienst einberufen und an die Botschaften in Beirut (1962) und  Lima (1964) beordert. Von  1968 bis 1976 war er im Auswärtigen Amt in Bonn, 1971 zwischenzeitlich als Botschaftsrat an der Ständigen Vertretung bei den Vereinten Nationen in New York City. Nachdem er 1982 Gesandter an der Botschaft in London und 1988 Generalkonsul in Hongkong gewesen war, wurde er 1992 der erste deutsche Botschafter in Kasachstan. Von 1995 bis zum Eintritt in den Ruhestand war er Botschafter in Caracas.

## Familie
Die Eltern von Eike-Edzard Bracklo sind der deutsche Diplomat Enno Paul Bracklo  (1886–1963) und dessen Ehefrau Thea Bracklo, geborene Gerding.